# Odložené případy
Odložené případy (v anglickém originále Cold Case) jsou americký detektivní televizní seriál odehrávající se ve Filadelfii. První epizoda byla uvedena v září 2003 na CBS. V České republice seriál vysílá TV Nova.
V tomto seriálu se speciální jednotka z oddělení vražd Filadelfského policejního úřadu zabývá řešením často velmi starých případů z minulosti, které byly z nějakého důvodu odloženy.

## Formát
Každá epizoda začíná záběrem do minulosti (flashbackem), ve kterém můžeme vidět člověka (budoucí oběť) v posledních dnech či hodinách jeho života (neplatí vždy). Následuje záběr na již mrtvé tělo oběti. Divák se tedy hned na začátku nedozví, jakým způsobem a proč člověk zemřel nebo kdo ho zavraždil. Poté se děj přesune do současnosti, kde se odloženého případu ujme již zmiňovaná jednotka a začne jej vyšetřovat (většinou na popud nějakého nově objeveného důkazu). Během výpovědí podezřelých se znovu objevují flashbacky, takže většinu postav musí hrát dva herci (postavu ze současnosti a z flashbacku). Vyšetřování někdy zkomplikuje zjištění, že možný svědek nebo pachatel je již po smrti. Každá epizoda, až na jednu výjimku (2. řada, epizoda 9. „Lovec myšlenek“ (Mind Hunters), skončí úspěšným vyřešením odloženého případu. Na konci se také vždy na chvíli objeví před zraky nějakého detektiva v dálce „duch“ oběti, která je jakoby ráda za vyřešení okolností své smrti a poté zmizí pomocí vyblednutí obrazu postavy nebo zmizí za objektem (např. přejíždějícím kolem, autem....).

## Obsazení

### Hlavní role
- detektiv Lilly Rushová (Kathryn Morrisová) (český dabing: Apolena Veldová) – hlavní postava seriálu. Vyrůstala v nefunkční rodině, kde byla matka alkoholička a otec je opustil. V deseti letech byla brutálně přepadena a zmlácena, když ji matka poslala v noci na nákup; zkoušela se bránit, ale násilník byl silnější. Má mladší sestru Chris, která se pohybuje na mezích zákona, což je pro Lilly nepřípustné, a navíc jí těsně před svatbou svedla snoubence. Matka je čtyřikrát rozvedená a chce se znovu vdát. Tyto rodinné problémy jsou možnou příčinou jejího neštěstí v lásce. Při vyšetřování si dává fotku oběti na noční stolek. (1.–7. řada)
- detektiv Scotty Valens (Danny Pino) (český dabing: Libor Terš) je hispánského původu (otec Kubánec, matka Portoričanka). Dříve pracoval v protidrogovém oddělení. Jeho život zasáhla smrt duševně nemocné přítelkyně Elisy, kterou nalezli v řece. Scotty je přesvědčen, že to nebyla náhoda, ale nejsou důkazy. Později se zamiluje do Lillyiny sestry, ale ta po obvinění z podvodu zmizí. (1.–7. řada)
- poručík John Stillman (John Finn) (český dabing: Pavel Rímský) – Nadřízený oddělení. Je veterán z války ve Vietnamu. Jeho dcera byla jednou znásilněna a porodila mu vnuka. (1.–7. řada)
- detektiv Will Jeffries (Thom Barry) (český dabing: Antonín Molčík) – nejstarší a nejzkušenější člen oddělení. Jeho ženu Mary srazil v roce 1994 kamion, když chtěla vyměnit pneumatiku. Po napadení zástupce státního návladního, protože nezabránil popravě nevinného člověka, mu je přidělena administrativní činnost a musí zůstávat v kanceláři. (1.–7. řada)
- detektiv Nick Vera (Jeremy Ratchford) (český dabing: Jaromír Meduna) má problémy se svojí ženou Julií, nedaří se jim zplodit dítě a láska se postupně vytrácí. Situace se tak vyhrotí, že se od ní odstěhuje. (1.–7. řada)
- detektiv Kat Millerová (Tracie Thoms) (český dabing: Kateřina Lojdová) přestoupila do oddělení vražd z protidrogového. Rozvedená, má malou dceru Veronicu, kterou často hlídá její matka Deana. Ač chce přestat, nemůže se zbavit své kuřácké závislosti. (3.–7. řada)

### Vedlejší role
- detektiv Chris Lassing (Justin Chambers) je Lillyiným kolegou do doby, než je mu zjištěna cukrovka. Poté ho nahradí vyšetřovatel Scotty Valens. (začátek 1. řady)
- detektiv Josie Suttonová (Sarah Brown) je dcerou policisty, byl zabit při jedné akci, když byla ještě dítě. K jednotce se na několik měsíců připojí po údajném milostném skandálu se svým nadřízeným. Při vyšetřování je velmi tvrdá a o každém pochybuje. (začátek 3. řady)
- Christina Rushová (Nicki Aycox) – mladší problémová sestra Lilly. Na chvíli se objeví ve Filadelfii, ale její sestra se nemůže zbavit přesvědčení, že všechno, na co sáhne, zničí. Těsně před Lillyinou svatbou jí svedla snoubence a navíc si začne románek se Scottym Valensem. Poté, co se ve městě objeví policista z New Yorku, který ji hledá za údajný podvod s kreditními kartami, zmizí bez rozloučení. (2.,7. řada)
- Joseph Shaw (Kenny Johnson) pracoval v odvykacím centru pro mladistvé s drogovou závislostí. Někdo se ho pokusil zabít, ale spletl si ho s jeho bratrem. Joseph se proto ukryl ve jednom starém domu. „Jeho“ vraždu začnou o rok později vyšetřovat Lilly a spol. Lilly ho však najde a on je nucen vystoupit na veřejnost, aby usvědčil vraha svého bratra. Při vyšetřování se do sebe s Lilly zamilují a později se k ní přestěhuje. Když se ale objeví Ray a Lilly stojí před důležitým rozhodnutím, koho si vybrat, radši vztah sám ukončí, což Lilly velmi ublíží. (konec 3. řady a 4. řada)
- Ray Williams (Brennan Elliott) – bývalý přítel Lilly. Objeví se v době, kdy Lilly chodí s Josephem, a oznámí jí, že se stěhuje do Kalifornie. (4. řada)
- Frannie Ching (Susan Chuang) pracuje jako vyšetřovatelka ze soudního lékařství a někdy pomáhá oddělení vražd při identifikaci a ohledávání těl, protože některé oběti jsou nalezeny až po několika letech. (1.–4. řada)
- Elisa (Marisol Nichols) – přítelkyně Scottyho; je duševně narušená a jednou je nalezena v řece, což je pro Scottyho velkou ránou. (1.–2. řada)
- Mike Valens (Nestor Carbonell) – jeden z bratrů Scottyho Valense. (4. řada)
- zástupce státního návladního Jason Kite (Josh Hopkins) – bývalý přítel Lilly, jejich vztah ukončí, protože je podle něj u Lilly práce důležitější než on. (1.–3. řada)
- detektiv Gil Sherman (Kevin McCorkle) dříve pracoval se Stillmanem na vraždách, odešel, protože měl problémy s alkoholem. Nyní pracuje v oddělení pro uprchlíky a objevuje se, když se případy týkají uprchlíků. (1.–3. řada)
- Lindsey Dunlayová (Bahni Turpin) – kamarádka Lilly od střední školy. Je to sociální pracovnice se specializací na děti, dvakrát spolupracovala s jednotkou na případech osiřelých dětí.
- George Marks (John Billingsley) – velmi inteligentní sériový vrah, který se snaží vyzrát nad Lilly a jednotkou. Když byl dítě, jeho matka trpící hysterickou slepotou na něj poslala násilníka, aby znásilnil jeho a ne ji. Násilník George honil po domě a pak ho znásilnil. George se velmi bránil, ale nebylo mu to nic platné. Ze vzteku pak svoji matku zastřelil. Jako dospělý pracoval na policii jako správce složek případů. Jelikož měl přístup ke všem dokumentům souvisejícím s trestnou činností, začal si vybírat a vraždit ženy, které se někdy někomu úspěšně ubránily, tím způsobem, že je odvezl do lesa, tam je nahé honil a pak zastřelil puškou jako zvěř. Celkem za několik desítek let zavraždil 9 žen, první oběť mu totiž unikla. Mrtvým ženám uřezal hlavy, místo očí jim dal lovecké kuličky a ty zahrabal na zahradě domu, kde bydlel jako malý, směrem k oknu na půdě (tam měl pokoj). Vraždy začne vyšetřovat Lilly a kolegové a George se stane jediným podezřelým, ale protože nejsou pádné důkazy, musí ho propustit na svobodu. O pár měsíců později zahrabané lebky najdou policisté a případ je znovu otevřen, ale detektivové nejdříve musí najít George. Georgovi se mezitím podaří zabít ženu, která mu před lety unikla. Vrátí se do svého domu a tam se setká s Lilly, po dlouhé rozmluvě na sebe oba vystřelí ale jen George je mrtev. (2. řada, 9. a 23. epizoda)

## Vysílání
V průběhu 7 sezón bylo v letech 2003 až 2010 natočeno celkem 156 dílů seriálu.

## Hudba
Úvodní písní je Nara od skupiny E.S. Posthumus. V každé epizodě se objeví přibližně šest různých písní (většinou dobře známých), které jsou nějakým způsobem spjaty s obdobím, kdy došlo k právě vyšetřované vraždě. Seriálová hudba tak pokrývá téměř všechny hudební styly 20. století.